# 아베 나리히로
아베 나리히로(일본어: 阿部 成宏, 1947년 3월 27일 ~ )는 일본의 전 프로 야구 선수이다. 이와테현 하나마키시 출신이며 현역 시절 포지션은 투수, 외야수였다.
1970년까지의 등록명은 아베 나리유키(阿部 成行)이다.

## 인물
하나마키 상업고등학교 시절인 1964년에 에이스 겸 4번 타자로 하계 고시엔 대회(제46회 전국 고등학교 야구 선수권 대회)에 출전했다. 1차전에서 가고시마교쿠류 고등학교를 상대로 완봉승을 따냈지만 2차전에서는 이 대회에서 우승한 고치 고등학교에게 막혀 탈락했다.
1965년 다이요 웨일스에 입단, 2군에서 오랫동안 활약하다가 1969년에는 1군에서 두 경기에 등판했지만 뚜렷한 결과를 남기지 못했다. 그 후 출전 기회는 없었고 1970년 11월에 있은 제1회 선발 회의(트레이드 회의)의 대상으로 12월에 요미우리 자이언츠에 이적, 1971년에 외야수로 전향했다. 강한 어깨와 빠른 발로 프로 입문 초부터 타격에는 정평이 나 있다. 그해 이스턴 리그에서 수위 타자(타율 0.403) 타이틀을 차지했다.
1972년 12월, 또다시 제3회 선발 회의(트레이드 회의)의 대상이 되면서 긴테쓰 버펄로스에 이적하여 이듬해 1973년에는 웨스턴 리그의 수위 타자가 됐다. 1974년에는 1군에 합류하여 시즌 100경기에 출전했고 다음해인 1975년에는 1번 타자, 중견수의 자리를 차지함과 동시에 규정 타석(타율 0.261, 리그 22위)에도 도달했다. 이듬해 1976년에는 전년도와 마찬가지로 기대 이상의 활약을 보였지만 1977년에는 타격 부진에 시달리던 히라노 미쓰야스에게 포지션 자리를 양보했고 그 이후에도 준주전으로서 오랫동안 활약했다. 1979년 히로시마 도요 카프와의 일본 시리즈에서 6경기에 출전했는데 4차전에서는 1번 타자 겸 중견수로 선발 출전했지만 무안타에 그쳤다. 이듬해 1980년에는 히로시마와의 두 번째 일본 시리즈에서도 대타나 수비 요원으로 5경기에 출전했다. 1981년을 끝으로 현역에서 은퇴했다.

## 에피소드
- 시력이 약한 편이라 안경을 착용했는데 이는 자신의 트레이드 마크였다.

## 상세 정보

### 출신 학교
- 하나마키 상업고등학교

### 선수 경력
- 다이요 웨일스(1965년 ~ 1970년)
- 요미우리 자이언츠(1971년 ~ 1972년)
- 긴테쓰 버펄로스(1973년 ~ 1981년)

### 등번호
- 29(1965년 ~ 1967년)
- 68(1968년 ~ 1970년)
- 47(1971년 ~ 1972년)
- 38(1973년 ~ 1981년)

### 등록명
- 阿部 成行(あべ なりゆき 아베 나리유키[*], 1965년 ~ 1970년)
- 阿部 成宏(あべ なりひろ 아베 나리히로[*], 1971년 ~ 1981년)

### 연도별 투수 성적
| 연 도      | 소 속      | 등 판 | 선 발 | 완 투 | 완 봉 | 무 4 구 | 승 리 | 패 전 | 세 이 브 | 홀 드 | 승 률 | 타 자 | 이 닝 | 피 안 타 | 피 홈 런 | 볼 넷 | 고 4 | 몸 맞 | 탈 삼 진 | 폭 투 | 보 크 | 실 점 | 자 책 점 | 평 자 책 | W H I P |
| ---------- | ---------- | ----- | ----- | ----- | ----- | ------- | ----- | ----- | -------- | ----- | ----- | ----- | ----- | -------- | -------- | ----- | ---- | ----- | -------- | ----- | ----- | ----- | -------- | -------- | ------- |
| 1969년     | 다이요     | 2     | 0     | 0     | 0     | 0       | 0     | 0     | --       | --    | ----  | 10    | 1.1   | 5        | 2        | 1     | 0    | 0     | 1        | 0     | 0     | 5     | 5        | 45.00    | 4.50    |
| 통산 : 1년 | 통산 : 1년 | 2     | 0     | 0     | 0     | 0       | 0     | 0     | --       | --    | ----  | 10    | 1.1   | 5        | 2        | 1     | 0    | 0     | 1        | 0     | 0     | 5     | 5        | 45.00    | 4.50    |

### 연도별 타격 성적
| 연 도       | 소 속       | 경 기 | 타 석 | 타 수 | 득 점 | 안 타 | 2 루 타 | 3 루 타 | 홈 런 | 루 타 | 타 점 | 도 루 | 도 루 자 | 희 생 번 | 희 생 플 | 볼 넷 | 고 4 | 사 구 | 삼 진 | 병 살 타 | 타 율 | 출 루 율 | 장 타 율 | O P S |
| ----------- | ----------- | ----- | ----- | ----- | ----- | ----- | ------- | ------- | ----- | ----- | ----- | ----- | -------- | -------- | -------- | ----- | ---- | ----- | ----- | -------- | ----- | -------- | -------- | ----- |
| 1965년      | 다이요      | 1     | 0     | 0     | 0     | 0     | 0       | 0       | 0     | 0     | 0     | 0     | 0        | 0        | 0        | 0     | 0    | 0     | 0     | 0        | ----  | ----     | ----     | ----  |
| 1966년      | 다이요      | 1     | 0     | 0     | 0     | 0     | 0       | 0       | 0     | 0     | 0     | 0     | 0        | 0        | 0        | 0     | 0    | 0     | 0     | 0        | ----  | ----     | ----     | ----  |
| 1967년      | 다이요      | 3     | 0     | 0     | 0     | 0     | 0       | 0       | 0     | 0     | 0     | 0     | 0        | 0        | 0        | 0     | 0    | 0     | 0     | 0        | ----  | ----     | ----     | ----  |
| 1969년      | 다이요      | 3     | 0     | 0     | 0     | 0     | 0       | 0       | 0     | 0     | 0     | 0     | 0        | 0        | 0        | 0     | 0    | 0     | 0     | 0        | ----  | ----     | ----     | ----  |
| 1971년      | 요미우리    | 6     | 15    | 13    | 3     | 4     | 1       | 0       | 0     | 5     | 0     | 0     | 0        | 2        | 0        | 0     | 0    | 0     | 1     | 0        | .308  | .308     | .385     | .692  |
| 1974년      | 긴테쓰      | 100   | 82    | 81    | 23    | 23    | 4       | 1       | 0     | 29    | 5     | 19    | 4        | 1        | 0        | 0     | 0    | 0     | 14    | 1        | .284  | .284     | .358     | .642  |
| 1975년      | 긴테쓰      | 127   | 528   | 491   | 57    | 128   | 13      | 6       | 1     | 156   | 27    | 27    | 10       | 10       | 1        | 22    | 1    | 4     | 34    | 5        | .261  | .298     | .318     | .616  |
| 1976년      | 긴테쓰      | 123   | 433   | 410   | 39    | 109   | 6       | 3       | 3     | 130   | 26    | 22    | 6        | 7        | 3        | 11    | 0    | 2     | 34    | 4        | .266  | .288     | .317     | .605  |
| 1977년      | 긴테쓰      | 85    | 194   | 185   | 12    | 37    | 3       | 3       | 1     | 49    | 19    | 6     | 5        | 4        | 1        | 4     | 1    | 0     | 29    | 3        | .200  | .217     | .265     | .482  |
| 1978년      | 긴테쓰      | 56    | 63    | 58    | 8     | 16    | 2       | 0       | 0     | 18    | 6     | 2     | 0        | 0        | 1        | 3     | 0    | 1     | 6     | 3        | .276  | .323     | .310     | .633  |
| 1979년      | 긴테쓰      | 92    | 210   | 199   | 27    | 52    | 6       | 0       | 1     | 61    | 18    | 13    | 10       | 0        | 2        | 9     | 1    | 0     | 11    | 2        | .261  | .293     | .307     | .600  |
| 1980년      | 긴테쓰      | 27    | 44    | 41    | 7     | 12    | 0       | 0       | 1     | 15    | 6     | 1     | 1        | 0        | 0        | 3     | 0    | 0     | 6     | 1        | .293  | .341     | .366     | .707  |
| 1981년      | 긴테쓰      | 20    | 11    | 11    | 2     | 3     | 0       | 0       | 0     | 3     | 1     | 1     | 0        | 0        | 0        | 0     | 0    | 0     | 1     | 0        | .273  | .273     | .273     | .545  |
| 통산 : 13년 | 통산 : 13년 | 644   | 1580  | 1489  | 178   | 384   | 35      | 13      | 7     | 466   | 108   | 91    | 36       | 24       | 8        | 52    | 3    | 7     | 136   | 19       | .258  | .286     | .313     | .599  |

- 굵은 글씨는 시즌 최고 성적.